# 肖建国 (农学家)
肖建国（1952年12月—），男，河北邢台人，中国农学家，重庆师范大学涉外商贸学院院長。

## 生平
畢業於西北農學院。先后担任西南農業大學科研處處長，重慶市教育委員會科研處處長、學位與研究生教育處處長，重慶市學位委員會辦公室主任，重庆师范学院副校長，第二屆、第三屆重慶市政協委員會委員，重慶市學位與研究生教育學會常務理事。